# 施科伊迪茨
施科伊迪茨（德語：Schkeuditz，發音：[ˈʃkɔʏdɪts] ⓘ）是德国萨克森州北萨克森县的城市，面积81.47平方千米，2023年12月31日人口为19,234人。